# Heidelberger Altstadt
Die Altstadt von Heidelberg bildet einen Stadtteil am südlichen Neckarufer. Sie erstreckt sich zwischen dem Fluss und dem Hang des Königstuhls unterhalb des Heidelberger Schlosses. Im 13. Jahrhundert planmäßig gegründet und Ende des 14. Jahrhunderts erweitert, blieb die heutige Altstadt bis weit ins 19. Jahrhundert gleichbedeutend mit der Stadt Heidelberg. Ihr Angesicht als Barockstadt auf mittelalterlichem Grundriss verdankt die Altstadt dem Wiederaufbau Heidelbergs nach der Zerstörung 1693 im Pfälzischen Erbfolgekrieg.

## Geographie

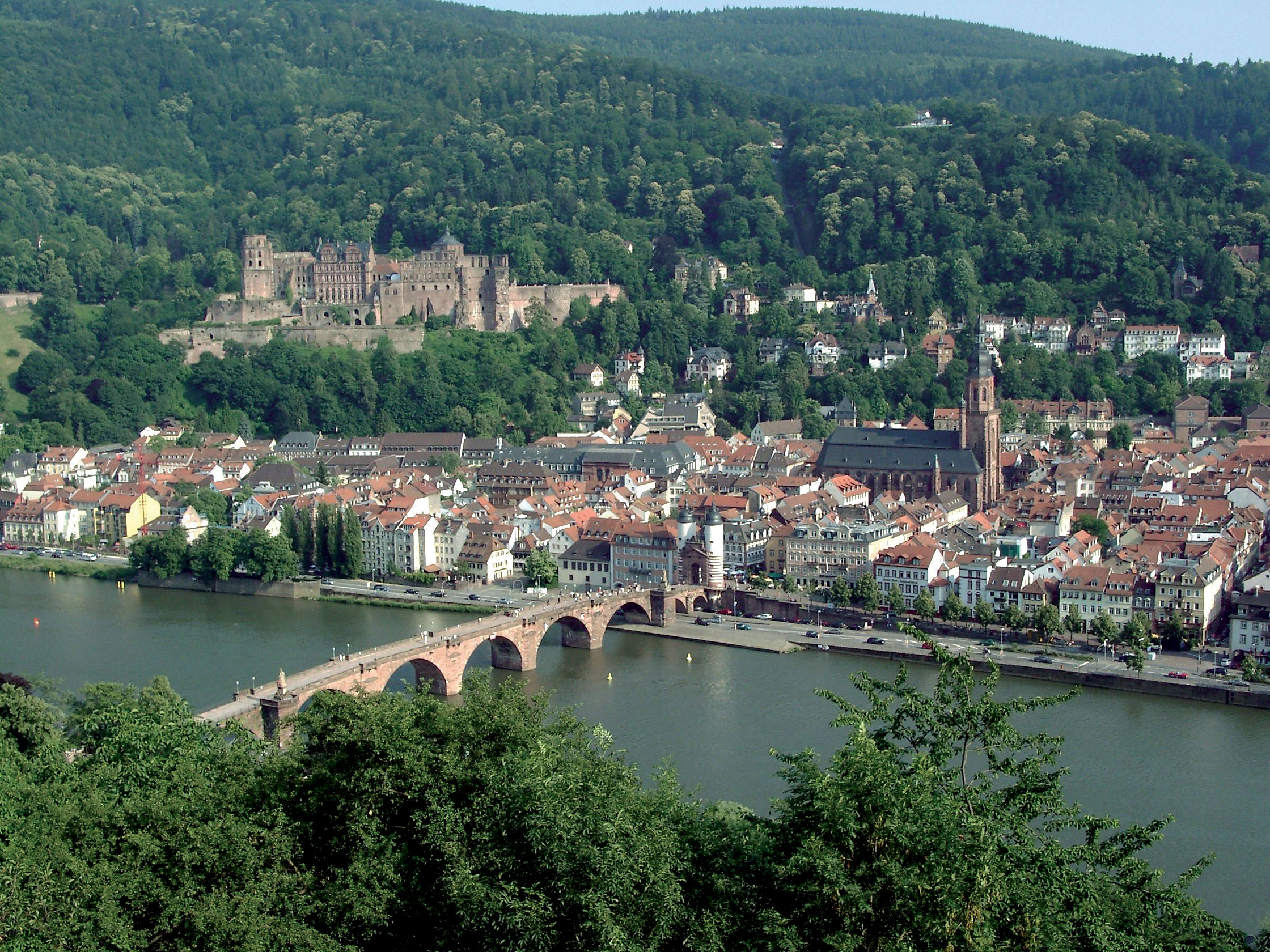
Altstadt von Heidelberg mit Schloss vom Philosophenweg gesehen

Die historische Heidelberger Altstadt liegt am linken, südlichen Ufer des Neckars kurz vor dessen Austritt aus dem Odenwald in die Oberrheinische Tiefebene auf einem engen Schwemmsandkeil. Diese sich nach Osten hin dreiecksförmig zusammenziehende Talsohle ist 1900 Meter lang und durchschnittlich 450 Meter breit. Im Süden wird sie vom steil ansteigenden Königstuhl mit dessen Nebengipfel, dem Gaisberg, begrenzt. Am gegenüberliegenden nördlichen Neckarufer erhebt sich auf Neuenheimer Seite unmittelbar der Heiligenberg.

## Gliederung der Altstadt als Stadtteil
Der Stadtteil Altstadt umfasst nicht nur die historischen Bereiche der mittelalterlichen Stadtgründung, sondern erstreckt sich weit in südlicher Richtung über einen wesentlichen Teil des Gebietes des Königgstuhls hinaus. Als Stadtteil grenzt die Altstadt an Schlierbach, das auf dem anderen Neckarufer gelegene Neuenheim, an Bergheim, die West- und die Südstadt, an Rohrbach und den Boxberg, außerdem mit Gaiberg, Bammental und dem Neckargemünder Stadtteil Waldhilsbach an drei Kommunen des Rhein-Neckar-Kreises. Für statistische Zwecke ist er in drei Bezirke untergliedert, die nachfolgenden Datenangaben sind jeweils Stand 2012.
Der Bezirk Kernaltstadt (105,7 Hektar, 5146 Einwohner) umfasst den ältesten Teil der Stadt zwischen Universitätsplatz und Plankengasse. Wirtschaftlich dominiert das Gastronomiegewerbe, insbesondere entlang der Haupt- und der Unteren Straße sowie im Bereich zwischen Heiliggeistkirche und Alter Brücke. Ebenfalls zum Bezirk gehört die relativ kleine Obere, Östliche oder Jakobsvorstadt, gelegen zwischen Plankengasse und Karlstor, aus dem 14. Jahrhundert. Das namensgebende Jakobsstift, erstmals erwähnt 1387, wurde beim Stadtbrand 1693 zerstört. Ein Neubau der zwischen 1702 und 1713 als Karmeliterkirche entstand wurde in der Zeit nach 1805 abgerissen. Teil des Bezirkes sind außerdem das Gebiet des Heidelberger Schlosses, der Schlossberg, welcher bis 1743 rechtlich von der Stadt unabhängig war, sowie der Bereich entlang der bergan führenden Klingenteichstraße mitsamt der Molkenkur. Am westlichen Rand der Kernaltstadt, im Übergangsbereich zur Voraltstadt, befinden sich wichtige zentrale Einrichtungen der Universität, darunter auch zwei Mensen.

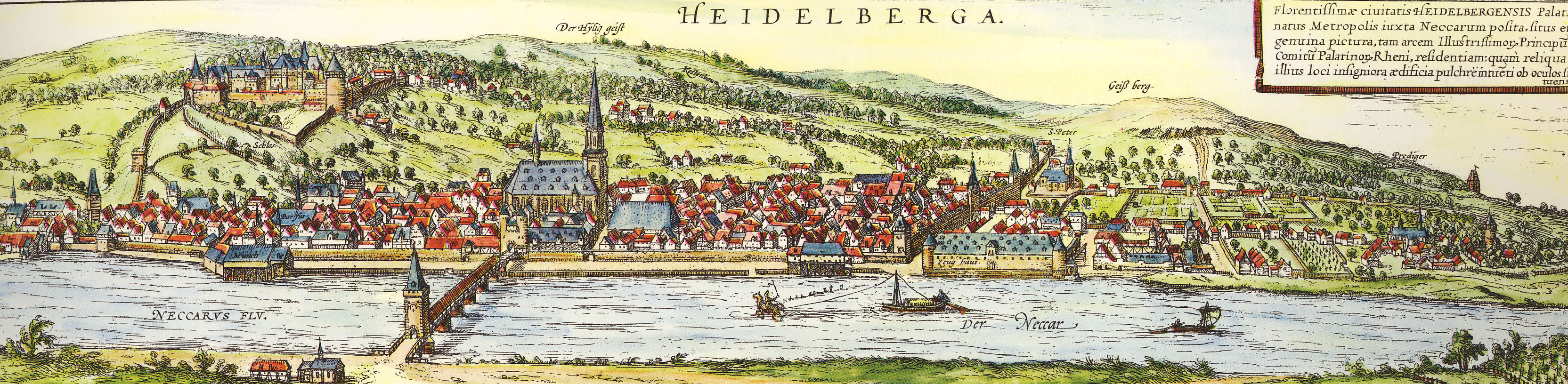
Heidelberg um 1570. Gut zu erkennen die weiten Freiflächen in der Voraltstadt

Die Voraltstadt, auch als Untere oder Westliche Vorstadt bezeichnet, reicht vom Universitätsplatz westlich bis zum Bismarckplatz, wo sie an den Stadtteil Bergheim grenzt. Entstanden 1392 zum Zwecke der Umsiedlung der Bevölkerung des anschließend wüstgefallenen mittelalterlichen Dorfes Bergheim, erwies sie sich lange Zeit als überdimensioniert. Größere Teile abseits der Hauptachse blieben bis in das beginnende 19. Jahrhundert Freiflächen, entlang der Plöck existierte erst ab 1800 eine durchgängige Bebauung. Der wirtschaftliche Schwerpunkt liegt, insbesondere entlang der Hauptstraße, im Bereich des Einzelhandels. Die Fläche des Bezirks liegt bei 69,6 Hektar, die Einwohnerzahl bei 4916.
Der dritte Bezirk Königstuhl weicht von seiner Struktur stark von den beiden anderen ab. Mit 1202,6 Hektar umfasst er 87 % der Fläche des Stadtteils, aber mit 132 nur 0,13 % der Einwohner. Er erstreckt sich über den Gipfel und weite Teile der Flanken des namensgebenden Hausberges der Stadt sowie dessen Vorberg Gaisberg und ist größtenteils bewaldet, mit wenigen Rodungsinseln als Einsprengseln. Nur 2,9 % der Fläche ist bebaut. Die Wohnbevölkerung ist hauptsächlich auf dem Kohlhof zu Hause, eine zusammenhängende Bebauung ist auch noch rund um das Gipfelplateau des Königstuhls zu finden. Ebenfalls im Gebiet des Bezirkes liegen der Ehrenfriedhof und das Max-Planck-Institut für Kernphysik sowie der Speyererhof. Benannt nach einem ehemaligen Bürgermeister der Stadt, war er ursprünglich ein Hofgut mit Bewirtschaftung. An seiner Stelle entstand 1927 das städtische Mittelstandssanatorium, heute gehört das Krankenhaus der Klinikgruppe Schmieder.

## Straßen und Plätze

### Verkehr

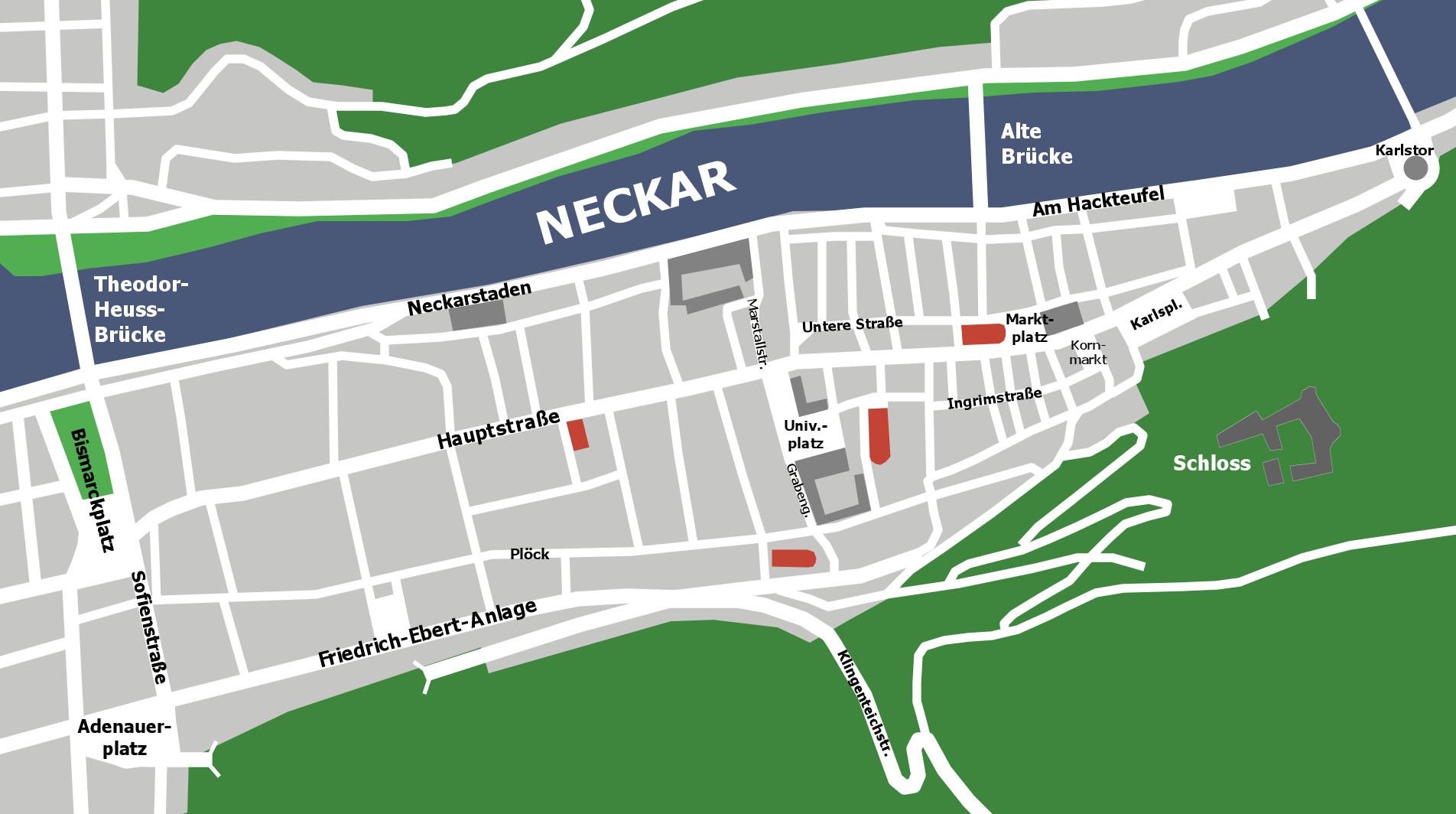
Karte der Heidelberger Altstadt

Der Stadtgrundriss der Altstadt richtet sich nach den topografischen Begebenheiten. Drei Straßenzüge führen der Ausrichtung des Flusses und des Berghangs entsprechend durch die Altstadt: Neckarstaden und Am Hackteufel (B 37) am Neckarufer, die zentrale Fußgängerzone Hauptstraße und die Friedrich-Ebert-Anlage am Fuße des Berges. Dazu kommt im westlichen Bereich der Altstadt die Plöck zwischen Hauptstraße und Friedrich-Ebert-Anlage. Diese in West-Ost-Richtung verlaufenden Straßen werden durch ein System von Querstraßen (die bis auf sieben Ausnahmen „Gassen“ heißen) verbunden. Das Straßennetz zeigt einen morphologischen Unterschied zwischen der älteren Kernaltstadt mit ihren zahlreichen Gassen und der weniger differenzierten alten Vorstadt.
Am Karlstor befindet sich der Bahnhof Heidelberg-Altstadt, welcher bis Dezember 2008 nach diesem benannt war.

### Plätze
In der Heidelberger Altstadt liegen von Westen nach Osten folgende wichtige Plätze:

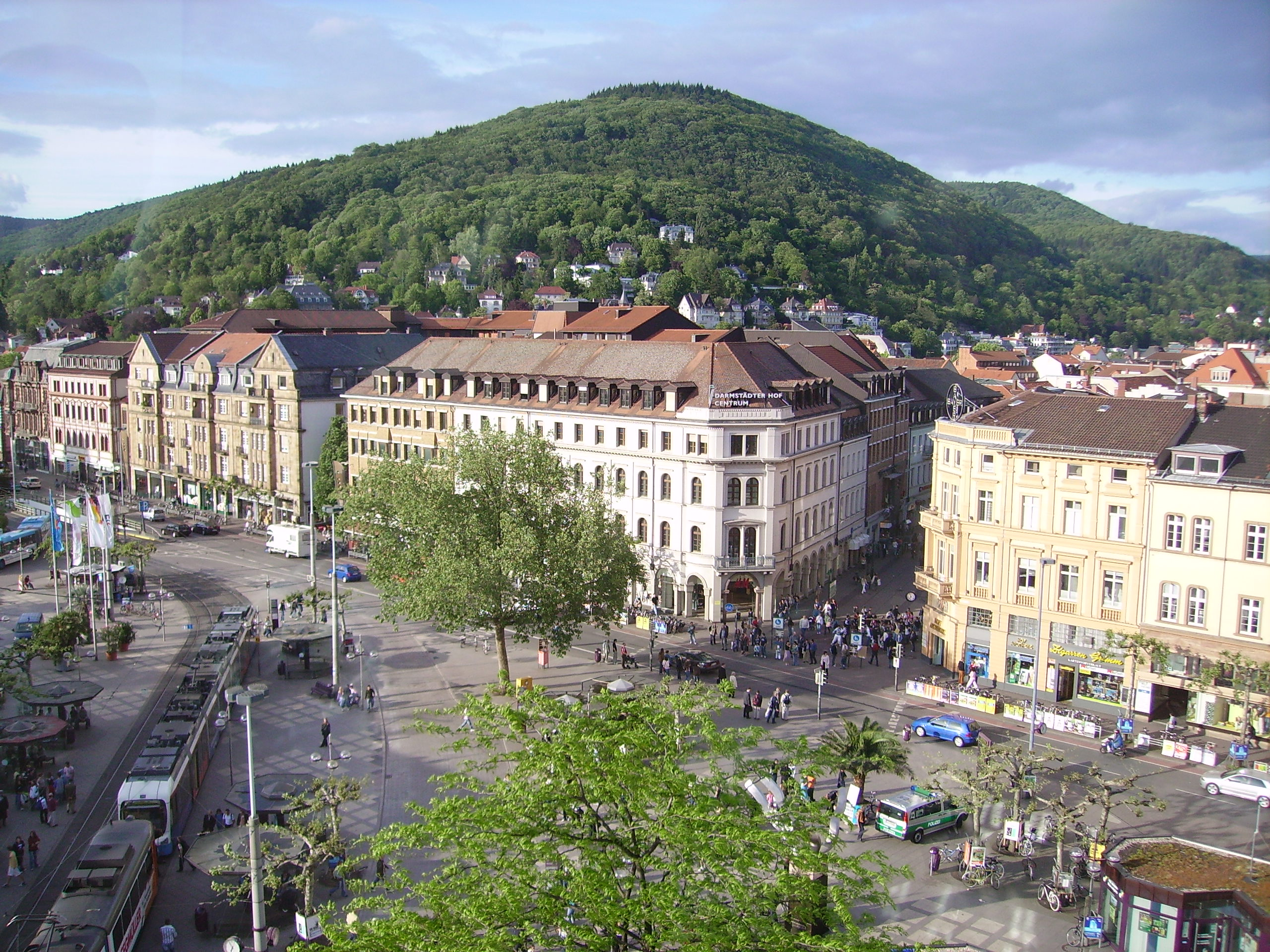
Blick auf den Bismarckplatz und den Beginn der Hauptstraße, im Hintergrund der Heiligenberg

- Der Bismarckplatz liegt westlich der Sofienstraße, die die westliche Grenze der Altstadt markiert, und bildet das Bindeglied zwischen der Altstadt und Bergheim. Die Hauptstraße nimmt am Rand des Bismarckplatzes ihren Anfang. Der von zahlreichen Bus- und Straßenbahnlinien angefahrene Platz zählt neben dem am Hauptbahnhof gelegenen Willy-Brandt-Platz zu den wichtigsten Verkehrsknotenpunkten Heidelbergs und spielt für die Erschließung der Altstadt durch den öffentlichen Nahverkehr eine große Rolle.
- Der Friedrich-Ebert-Platz liegt am Südrand der Altstadt an der Friedrich-Ebert-Anlage. Der früher als Parkplatz genutzte Platz wurde zwischen 2008 und 2010 neu gestaltet, als unter dem Platz eine Tiefgarage gebaut wurde. Dabei wurde die denkmalgeschützte neoklassizistische Kolonnadenanlage aus dem Jahr 1927 an der Nordseite des Platzes abgerissen. Diese hatte ursprünglich die Funktion einer Markthalle, war aber zuletzt wegen ihres schlechten Bauzustandes abgesperrt.
- Der Universitätsplatz ist der zentrale Platz der Altstadt. Er erstreckt sich winkelförmig westlich und südlich der Alten Universität. Im Norden wird er von der Hauptstraße tangiert, an seinem Südrand liegt die Neue Universität. Die Grabengasse an seinem Westrand verläuft anstelle der alten Stadtbefestigung und markiert die Grenze zwischen Kernaltstadt und Voraltstadt. Ursprünglich befand sich an der Stelle des Universitätsplatzes das Augustinerkloster, in dem Martin Luther 1518 bei der Heidelberger Disputation auftrat. Nach seiner Zerstörung im Pfälzischen Erbfolgekrieg wurde das Kloster nicht wieder aufgebaut, stattdessen entstand an seiner Stelle 1705 der Paradeplatz, der später in Ludwigsplatz umbenannt wurde und heute Universitätsplatz heißt.

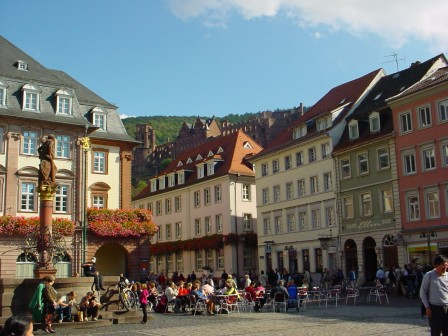
Der Marktplatz von der Heiliggeistkirche aus gesehen, links der Herkulesbrunnen und das Rathaus, im Hintergrund das Heidelberger Schloss

- Der Marktplatz liegt an der Heiliggeistkirche im Zentrum der Kernaltstadt und war bereits Teil des ältesten Stadtgrundrisses Heidelbergs. An seiner Südseite führt die Hauptstraße vorbei. Im Osten des Marktplatzes steht das Rathaus, im Westen wird der Platz von der Heiliggeistkirche dominiert. In der Mitte des Platzes steht der Herkulesbrunnen, der zwischen 1703 und 1706 errichtet wurde und an die enormen Anstrengungen des Wiederaufbaus der Stadt erinnern soll. Der nördlich der Heiliggeistkirche gelegene Teil des Platzes nennt sich Fischmarkt.
- Der Kornmarkt ist ein kleiner Platz unweit des Marktplatzes auf der Südseite der Hauptstraße. Er wird von der vom Bildhauer Pieter van den Branden entworfenen Madonnenstatue in seiner Mitte beherrscht. Der Kurfürst Karl III. Philipp ließ sie 1718 als sichtbares Zeichen der Gegenreformation in der kurz zuvor katholisch gewordenen Kurpfalz aufstellen.
- Der Karlsplatz liegt im östlichen Teil der Altstadt südlich der Hauptstraße. Die für die kleinparzellige Altstadt ungewöhnlich große Platzanlage entstand 1807 an der Stelle eines vier Jahre zuvor abgerissenen Franziskanerklosters. Der 1978 von Michael Schoenholtz entworfene Brunnen in der Platzmitte erinnert an den Humanisten und Kosmographen Sebastian Münster (1488–1552), der Anfang des 16. Jahrhunderts einige Jahre in dem Franziskanerkloster wirkte. Der Karlsplatz wird vom Gebäude der Akademie der Wissenschaften und dem Palais Boisserée gesäumt.

## Geschichte
Siehe auch: Geschichte Heidelbergs

### Gründung

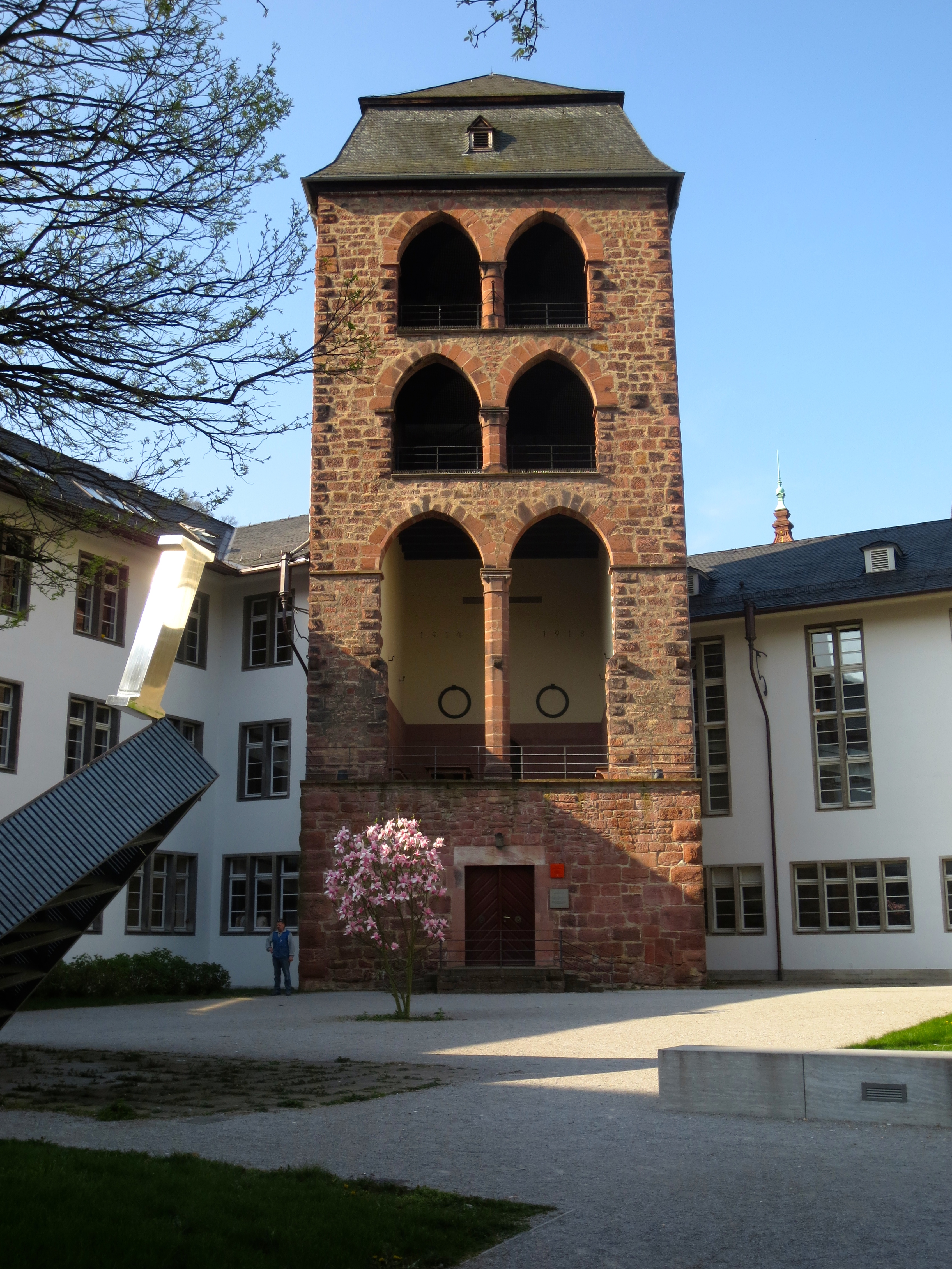
Der Hexenturm im Innenhof der Neuen Universität Heidelberg ist das einzige Überbleibsel der mittelalterlichen Stadtbefestigung entlang der Grabengasse

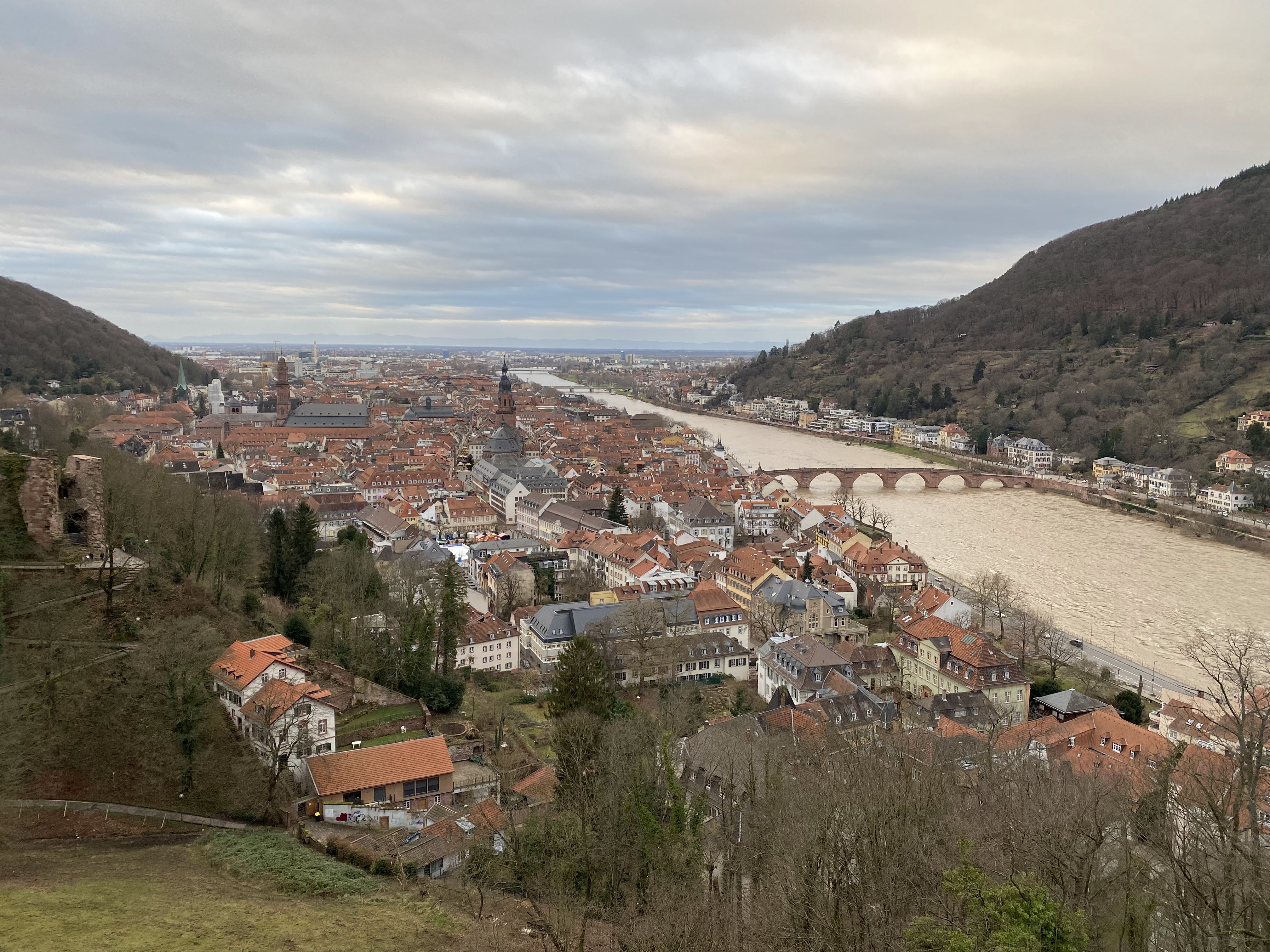
Blick vom Heidelberger Schloss auf die Heidelberger Altstadt

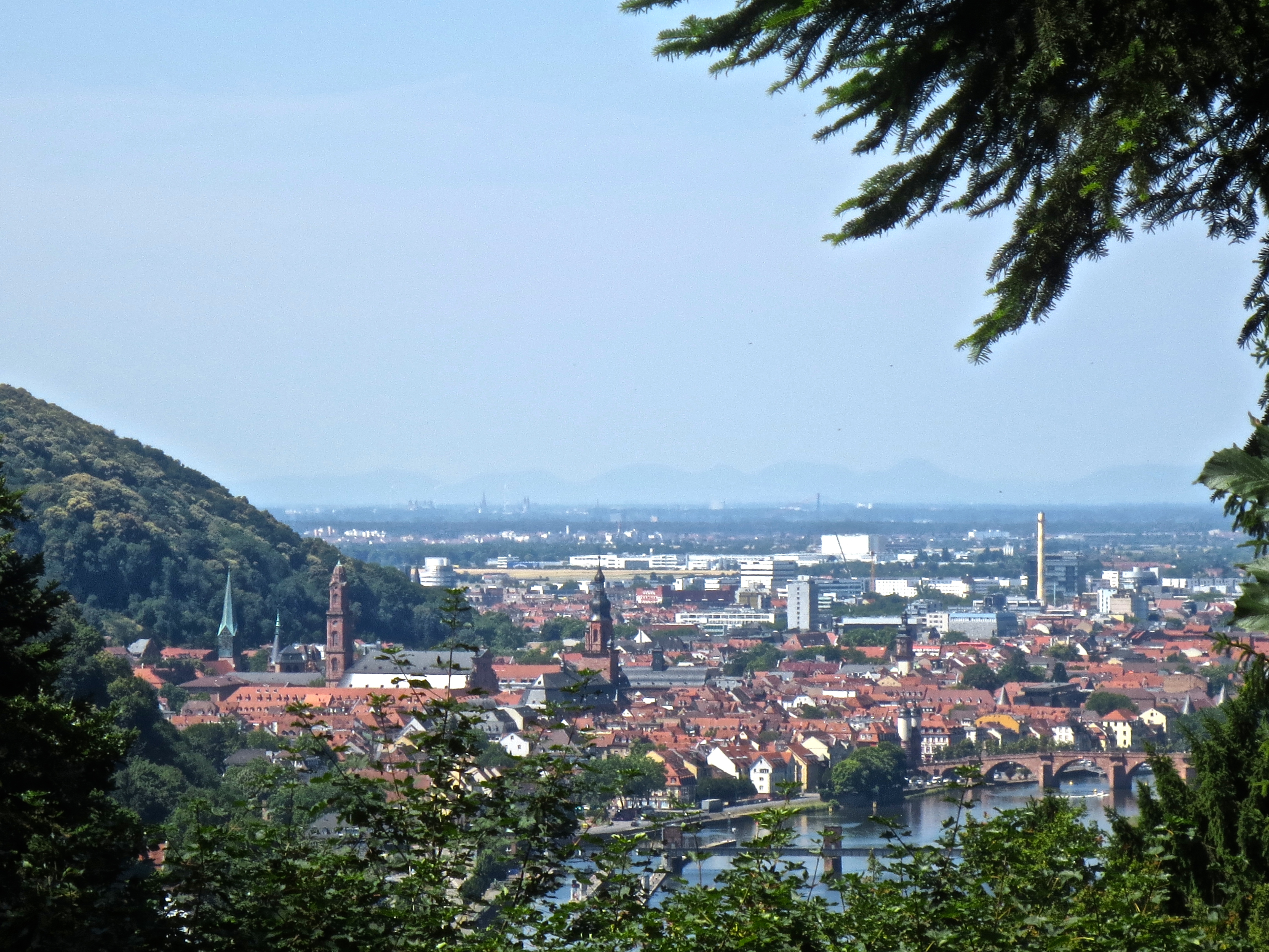
Blick vom höchsten Aussichtspunkt in Ziegelhausen auf die Heidelberger Altstadt und den Horizont jenseits der Rheinebene mit dem Pfälzerwald

Die Heidelberger Altstadt ist die Keimzelle der Stadt Heidelberg. Dennoch ist sie jünger als viele später eingemeindete Stadtteile, die auf Dorfgründungen aus der Frankenzeit zurückgehen und schon seit dem 8. Jahrhundert urkundlich erwähnt sind. Die Ersterwähnung Heidelbergs findet sich in einer Urkunde des Klosters Schönau aus dem Jahr 1196. Schon davor aber gab es in Heidelberg eine Burg am Hang des Königstuhls und zu ihren Füßen einen kleinen Burgweiler im Bereich um die Peterskirche.
Die heutige Altstadt geht auf eine planmäßige Stadtgründung zurück. Ging man lange davon aus, dass diese noch zu Wormser Zeiten zwischen 1170 und 1180 erfolgte, legen jüngere Befunde nahe, dass Heidelberg erst in Wittelsbacher Zeit um 1220 gegründet wurde. Die neugegründete Stadt umfasste den Bereich, der heute als Kernaltstadt bekannt ist, und erhielt einen rechtwinkligen Leitergrundriss, wie er für die frühgotische Zeit typisch war: Drei Straßen, die Untere Straße, Hauptstraße und Ingrimstraße, verliefen parallel zum Fluss und wurden durch Quergassen in regelmäßige Blöcke aufgeteilt. Im Schnittpunkt der Hauptachsen befand sich in der Mitte der Stadt der Marktplatz. Spätestens ab 1235 wurde Heidelberg von einer Mauer umgeben. Im Hof der Neuen Universität und als Teil des Historischen Seminars kann man heute noch den Hexenturm sehen, der einst die Stadtmauer in Richtung Rheinebene verstärkte. Der am Neckarufer gelegene Mantel- oder Frauenturm ist ebenfalls in großen Teilen erhalten, aber in die Heuscheuer eingebaut. Stadttore befanden sich an beiden Enden der Hauptstraße und an der Steingasse am Neckar. Eine Brücke über den Neckar wird erstmals 1284 erwähnt. Obwohl sie noch lange die Hauptkirche Heidelbergs bleiben sollte, lag die Peterskirche mit dem umgebenden alten Burgweiler, später Bergstadt genannt, bis ins 18. Jahrhundert hinein außerhalb der Stadtgrenze.

### Stadterweiterung und folgende Entwicklung
1392 wurde das Stadtgebiet Heidelbergs um den Bereich der Vorstadt erweitert. Die westliche Stadtgrenze wurde bis auf die Höhe des heutigen Bismarckplatzes vorgeschoben, die Fläche Heidelbergs somit verdoppelt. Gründe für die Stadterweiterung waren zum einen die gesteigerte Nachfrage nach Wohnraum, nachdem sechs Jahre zuvor die Universität gegründet worden war, zum anderen Konflikte der Bewohner Heidelbergs, die Äcker und Weingärten auf den Gemarkungen von Bergheim und Neuenheim hatten, mit den Bewohnern dieser Dörfer. Daher wurde die Gemarkung von Bergheim in die Stadt Heidelberg eingegliedert, die Bewohner des Dorfes wurden in die neu geschaffene Vorstadt zwangsumgesiedelt. Das Stadtgebiet hatte nun eine Ausdehnung erhalten, die der heutigen Altstadt entspricht und bis ins 19. Jahrhundert Bestand haben sollte. Der Bereich der Vorstadt blieb aber lange sehr locker bebaut. Am Stadtrand im Bereich der heutigen Sophienstraße wurde eine neue Westmauer mit dem Speyerer Tor errichtet.

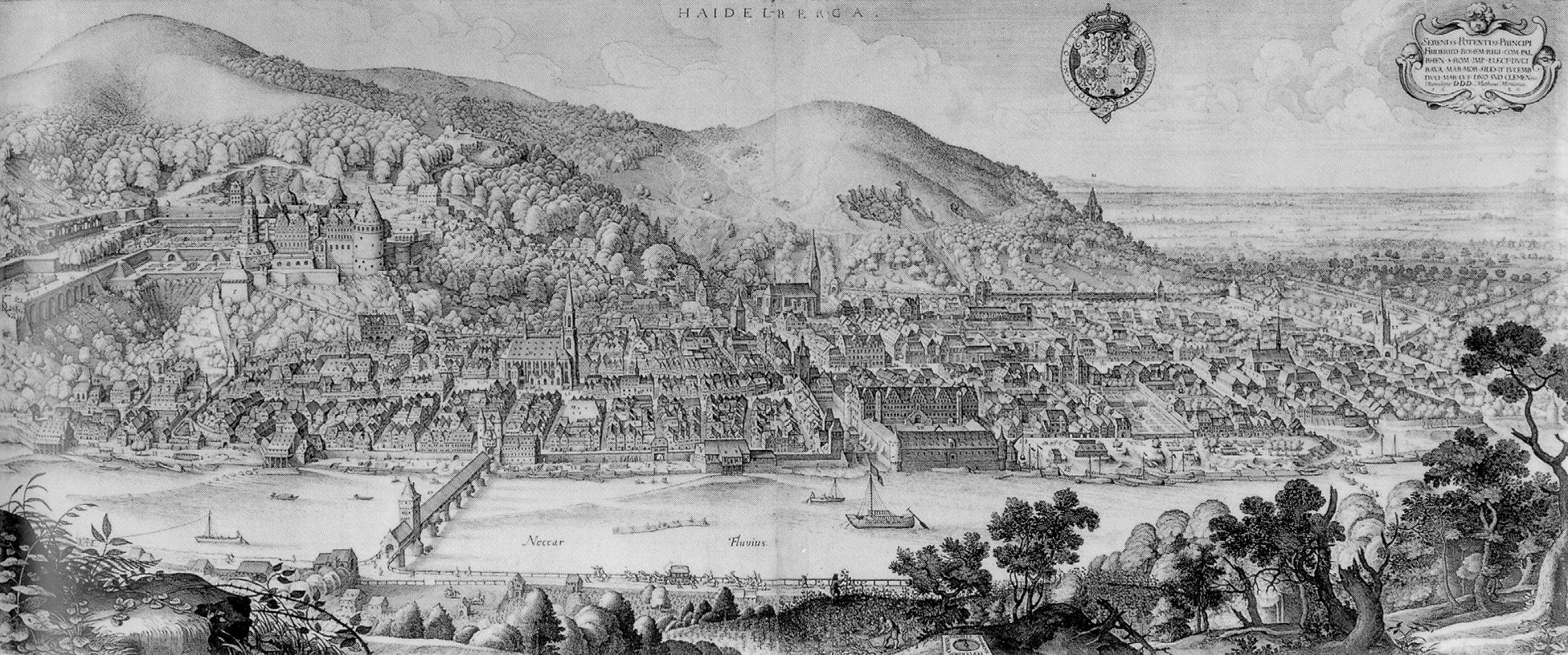
Große Stadtansicht Heidelbergs (Kupferstich von Matthäus Merian, 1620)

Die wachsende Bedeutung, die Heidelberg als Residenzstadt der Kurpfalz zukam, wirkte sich auf die Bautätigkeit aus. Kurfürst Ruprecht III., der als erster und einziger Kurfürst der Pfalz zum römisch-deutschen König gewählt wurde, ließ im Jahr 1400 die Kapelle auf dem Marktplatz zur repräsentativen Heiliggeistkirche ausbauen. Der kurfürstliche Marstall samt Zeughaus am Neckarufer entstand im 16. Jahrhundert. Im Bereich der heutigen Altstadt befanden sich zu jener Zeit ein Augustiner-, ein Franziskaner- und ein Dominikanerkloster. Zudem unterhielten die Klöster Lorsch, Schönau, Sinsheim und Maulbronn sowie die Bistümer Worms und Speyer Höfe in Heidelberg. Hiervon hat nur der Wormser Hof bis heute überdauert.
Obgleich der Grundriss der Stadt nahezu unverändert geblieben ist und die meisten markanten Großbauten, wenn auch teils in veränderter Form, erhalten sind, unterschied sich das Stadtbild des spätmittelalterlichen und frühneuzeitlichen Heidelberg recht stark vom heutigen: Die meisten Gebäude waren Fachwerkhäuser, die ihre Giebelseite der Straße zuwandten.

### Zerstörung und Wiederaufbau
Die Zerstörungen des Dreißigjährigen Krieges (1618–1648) hielten sich in Heidelberg noch in Grenzen. Äußerst folgenreich war für die Stadt aber der Pfälzische Erbfolgekrieg (1688–1697). Heidelberg wurde zweimal, 1688 und 1693 von französischen Truppen eingenommen und komplett verwüstet. Nur wenige Gebäude wie die Kirchen, das Zeughaus oder das Haus zum Ritter überstanden die Zerstörung.
Während das Heidelberger Schloss seit dem Pfälzischen Erbfolgekrieg eine Ruine geblieben ist, ging man nach Kriegsende daran, die Altstadt wiederaufzubauen. Man behielt den alten Grundriss bei und baute auf den Fundamenten der zerstörten Gebäude neue Häuser im Barockstil. Bis heute hat die Stadt dieses Gesicht als Barockstadt auf mittelalterlichem Grundriss bewahrt. Die aus Stein gebauten barocken Bürgerhäuser sind vor allem als Ensemble wertvoll, als Einzelexemplare kommt nur wenigen Häusern wie dem Palais Morass (1716) oder dem Haus zum Riesen (1707) kunsthistorische Bedeutung zu. Als Architekten, die den Wiederaufbau Heidelbergs maßgeblich mitgestalteten, verdienen Johann Adam Breunig und Johann Jakob Rischer Erwähnung. Zu den größten städtebaulichen Leistungen der Wiederaufbauzeit gehören die Anlage des Paradeplatzes (1705; heute Universitätsplatz) anstelle des alten Augustinerklosters und der Bau des Jesuitenviertels mit der Jesuitenkirche (1712–1723) und dem Jesuitenkolleg (1703–1734) sowie weiterer öffentlicher Bauten wie des Rathauses (1701–1703), der Alten Universität (1712–1735) oder des Seminarium Carolinum (1750–1753).

### 19. und 20. Jahrhundert
Im Laufe des 19. Jahrhunderts wurde die Bebauung in der zuvor nur dünn bebauten Voraltstadt verdichtet. In der Gründerzeit entstanden mit der Universitätsbibliothek (1901–1905) in der Plöck und der Stadthalle (1901–1903) am Neckarstaden zwei bedeutende öffentliche Bauten, die den Historismus mit Einflüssen des Jugendstils verbinden.
Der Bau der Universitätsbibliothek steht im Zusammenhang mit der innerstädtischen Expansion der durch eine steigende Studierendenzahl mit erhöhtem Platzbedarf konfrontierten Universität. Auch heute ist die Altstadt noch eins der beliebtesten Wohnviertel für die Studierenden der Heidelberger Universitäten. Schon vor der innerstädtischen Expansion waren mit der Alten Anatomie (1847–1849) und dem Friedrichsbau (1861–1864) naturwissenschaftliche Institutsgebäude errichtet worden. Den sichtbarsten Eingriff der universitären Bautätigkeit in das Stadtbild stellt die durch amerikanische Spendengelder finanzierte Neue Universität (1931–1934) dar.
Von den Zerstörungen des Zweiten Weltkriegs blieb Heidelberg weitgehend verschont. So überstand die historische Bausubstanz der Altstadt den Krieg unversehrt. Einzig die Alte Brücke wurde ebenso wie die übrigen Brücken über den Neckar 1945 von Wehrmachtstruppen bei ihrem Rückzug gesprengt. Dank einer Spendenaktion konnte die wiederaufgebaute Alte Brücke aber schon 1947 wieder eingeweiht werden. Nachdem schon von dem Krieg einzelne Einrichtungen der Universität auf die andere Neckarseite umgesiedelt waren, begann man ab 1951 mit dem Bau eines komplett neuen Campus im Neuenheimer Feld. Gleichwohl entstanden auch in den 1960er und 1970er Jahren noch Neubauten der Universität im Altstadtbereich. In den 1970er Jahren begann der damalige Oberbürgermeister Reinhold Zundel mit einer umfangreichen Altstadtsanierung, die damals höchst umstritten war. Zahlreiche historische Gebäude wurden abgerissen; andere wurden saniert und für ein zahlungskräftigeres Publikum geöffnet. Straßenbahn und Autoverkehr wurden 1976 aus der Hauptstraße verbannt, die damit zu einer der längsten Fußgängerzonen Europas wurde.